# 高陽ニュータウン病院
医療法人社団うすい会高陽ニュータウン病院（いりょうほうじんしゃだん うすいかい こうようニュータウンびょういん）は、広島県広島市安佐北区にある総合病院である。安佐北区の総合病院としては広島市立安佐市民病院についで大きい病院のひとつである。入院病床は140床あり、病床機能は一般病棟82床・地域包括ケア病床8床・医療療養型病床50床である。診療科としては総合診療科、消化器内科、循環器内科、肝臓内科、脳神経内科、小児科、眼科、整形外科、リハビリテーション科があり、地域の拠点病院としての機能を有している。健康診断も可能である。レントゲン撮影をはじめ、CT・MRI・骨塩量検査機器も充実している。消化器内科は上部消化管内視鏡検査や大腸内視鏡検査を行っている。循環器内科は心臓カテーテル検査、冠動脈ステント留置術、ペースメーカー挿入術を行っている。整形外科は腱鞘炎や手根管症候群などの慢性疾患の日帰り手術や骨折の手術も行っている。

## 沿革
- 1982年（昭和57年） - 広島市安佐北区高陽町に開院。

## 診療科
- 内科
- 循環器内科
- 消化器内科
- 肝臓内科
- 脳神経内科
- 小児科
- 眼科
- 整形外科
- リハビリテーション科

## 指定等
- 救急告示病院（内科系）
- 労災指定病院
- 全日病認定日帰り人間ドック指定病院
- 難病患者等短期入所指定医療機関

## 交通アクセス
- 広島駅から
  - 「高陽Ａ団地」乗車, 地区センター下車（JRバス中国　広島交通）